# Václav Knoll (voják)
Václav Knoll, (7. září 1917 Velká Bystřice – 22. května 1969) byl československý zahraniční voják s hodností major a účastník bitvy u Tobruku a palubní střelec 311. perutě Royal Air Force.

## Životopis

### Mládí v Československu
Narodil se ve Velké Bystřici a vyučil se holičem. Základní vojenskou službu nastoupil 1. března 1939, ale již 15. března bylo nacistickým Německem Československo obsazeno a vznikl Protektorát Čechy a Morava. Vojáci byli propuštěni a Václav Knoll odešel v srpnu 1939 ilegálně do Polska.

### Zahraniční voják
Dne 12. srpna 1939 se prezentoval v polském Krakově, kde se stal členem tzv. Legie Čechů a Slováků v Polsku (Československého legionu). Dne 1. září 1939, napadlo Německo Polsko. Po odsunu některých Čechoslováků, které proběhlo ještě před napadením Polska Německem, zůstalo na polském území asi 1000 vojáků Legionu. Václav Knoll byl zařazen do jednotky asi 700 mužů pod velením Ludvíka Svobody. Legie Čechů a Slováků byla téměř bez vyzbrojení a bez uniforem. V noci z 11. na 12. září 1939 zahájila ústup směrem do Rumunska. Dne 17. září 1939 napadl Polsko i Sovětský svaz a 19. září 1939 byla legie Rudou armádou zajata.
Zajatí vojáci Československého legionu prošli různými sovětskými lágry, na jaře 1941 bylo části z nich, mezi nimi i Václavu Knollovi, umožněno přesunout se do Palestiny. Od května 1941 se zúčastnil bojů, nejprve v Západní poušti, potom v Sýrii. Na konci roku 1941 byl převelen do Tobruku, kde bojoval pod velením generála Karla Klapálka. Na podzim roku 1942 se přihlásil k letectvu. Po výcviku pro radiotelegrafisty a palubní střelce byl v říjnu 1944 zařazen k 311. československé bombardovací peruti jako palubní střelec, v posádce velitele Miroslava Šiguta. V této aktivní službě se na letounu Liberator zúčastnil bojových akcí a dosáhl hodnosti Flight Sergeant.

### Pomsta nacistů rodině
Jeho otec František Knoll i bratr Miroslav (* 1925) byli odvezeni do koncentračního tábora Osvětim. Otec se již nevrátil, bratr přežil koncentrační tábor Buchenwald. Matka Jenovéfa Knollová byla držena v internačním táboře Svatobořice u Kyjova.

### V poválečném Československu
Na podzim 1945 se spolu s ostatními posádkami 311. perutě vrátil do Československa. Byl povýšen na rotmistra a do května 1949 sloužil jako letecký instruktor. Poté byl odeslán na dovolenou a následně propuštěn z armády. Živil se jako dělník v JZD Velká Bystřice a Dopravních stavbách Olomouc.
Zemřel ve věku 51 let.

## Vyznamenání
- Československý válečný kříž 1939
- Československá medaile Za chrabrost a další vyznamenání včetně britských